# 东营西站
东营西站，位于中华人民共和国山东省东营市东营区六户镇东辛集村，是黄大铁路规模最大、股道最多的车站，于2020年12月26日随黄大铁路投入运营。国家能源集团朔黄铁路机辆分公司东营西折返段设于本站。
其站线配置图请見此。